# Lidwinakerk (Best)
De Lidwinakerk is het kerkgebouw van de Nederlandse gereformeerde kerk in de Noord-Brabantse gemeente Best. Het gebouw is gelegen aan de Raadhuisstraat 209. De kerk is een voormalige rooms-katholieke parochiekerk. 

## Geschiedenis
Deze kerk werd ontworpen door C.H. de Bever en diens zoon L.L.J. de Bever. Het bouwwerk, in de stijl van het naoorlogs modernisme, werd ingewijd in 1965. In tegenstelling tot de gebouwen in de directe omgeving kenmerkt het gebouw zich door zijn ronde vormen. De plattegrond bestaat uit twee halve cirkels die enigszins ten opzichte van elkaar zijn verschoven. Op deze wijze ontstonden ook twee ingangen.
Naast kerkdiensten werd bij het gebruik ook aan culturele manifestaties gedacht.
Vanaf het jaar 2000 werd de kerk gehuurd door de Gereformeerde Kerken vrijgemaakt. In 2009 werd de kerk onttrokken aan de katholieke eredienst en in 2010 werd het gebouw aangekocht door de Vrijgemaakten, die toen ongeveer 400 gemeenteleden telden. In 2014 werd het gebouw nog uitgebreid.

## Architectuur
De kerk heeft een losstaande betonnen open klokkentoren van 21,5 meter hoog, waarbovenop zich een kruis bevindt.